# Wahlenbergia tumidifructa
Wahlenbergia tumidifructa är en klockväxtart som beskrevs av P.J.Sm. Wahlenbergia tumidifructa ingår i släktet Wahlenbergia och familjen klockväxter. Inga underarter finns listade i Catalogue of Life.